# Le Petit Rennais hebdomadaire
Le Petit Rennais hebdomadaire est en ancien journal hebdomadaire de l'Union républicaine. Édité dans un format 62 x 46 cm, il paraît du 30 septembre 1883 au 27 juin 1886. Il devient ensuite Le Bonhomme breton : journal hebdomadaire républicain.